# مرکز اکوشنت (ماساچوست)
مرکز اکوشنت، ماساچوست (به انگلیسی: Acushnet Center, Massachusetts) در شهرستان بریستول در ایالات متحده است که در ماساچوست واقع شده‌است.

## خصوصیات
مرکز اکوشنت ۳٫۷ کیلومترمربع مساحت و ۳٬۰۷۳ نفر جمعیت دارد.